# Arnold Isselhorst
Arnold Isselhorst (* 20. Juli 1615 in Vlotho; † 6. Februar 1695 in Lübeck) war ein deutscher Jurist und Ratssekretär der Hansestadt Lübeck.

## Leben
Arnold Isselhorst war der Sohn des Pastors Matthias Isselhorst. Er studierte ab 1637 Rechtswissenschaften an der Universität Rostock und ist dort 1638 auch als Respondent nachgewiesen.
Nach Beendigung des Studiums trat er 1640 in die Dienste des Syndicus der Hansestadt Lübeck Leonhard von der Borgh und nach dessen Tod 1641 in die Dienste des aus Güstrow stammenden Lübecker Bürgermeisters Christoph Gerdes. 1644 wurde er Sekretär des Hansekontors in Bergen (Norwegen) auf der Bryggen. 1648 wurde der aus Güstrow gebürtige Johann Melchior Rötlin unter ihm Vicesekretär des Kontors und sein späterer Nachfolger als Sekretär. Nach sechs Jahren Amtszeit im Dienste der Bergenfahrer dort wurde er in Lübeck 1650 Registrator und Ratssekretär. 1676 rückte er zum Protonotar des Lübecker Rates auf. Bei seinem Tode verfasste der Rektor des Katharineums zu Lübeck Enoch Svantenius (der Jüngere) die Leichenrede.
Er war der Vater des Lübecker Bürgermeisters Gotthard Arnold Isselhorst. Auch sein Enkel Johann Arnold Isselhorst wurde Bürgermeister in Lübeck.